# Un llarg viatge
Un llarg viatge (títol original en anglès: The Railway Man) és una pel·lícula de guerra de 2013 dirigida per Jonathan Teplitzky. És una adaptació de l'autobiografia homònima de 1995 d'Eric Lomax, i és protagonitzada per Colin Firth, Nicole Kidman, Jeremy Irvine i Stellan Skarsgård. Es va estrenar el 6 de setembre de 2013 al Festival Internacional de Cinema de Toronto. La pel·lícula s'ha doblat al català.

## Argument
Durant la Segona Guerra Mundial, Eric Lomax és un oficial britànic que és capturat pels japonesos a la batalla de Singapur i enviat a un camp de presoner de guerra japonès, on es veu obligat a fer treballs forçosos al ferrocarril tailandès-birmà al nord de la península de Malaca. Durant el seu temps al camp com un dels presoners de guerra de l'Extrem Orient, Lomax és torturat per la Kempeitai (policia secreta militar) per construir un receptor de ràdio amb peces de recanvi. La tortura representada inclou pallisses, privació d'aliments i ofegaments amb aigua. Pel que sembla, hi havia sospites de ser un espia, per suposadament utilitzar el receptor de notícies britànic com a transmissor d'intel·ligència militar. De fet, però, la seva única intenció havia estat utilitzar el dispositiu com a reforç de la moral per a ell i els seus companys presoners. Lomax i els seus companys supervivents són finalment rescatats per l'exèrcit britànic.
Uns 30 anys després, Lomax segueix patint el trauma psicològic de les seves experiències bèl·liques, tot i que compta amb el suport de la seva dona Patricia, a qui havia conegut en una de les seves moltes excursions en tren, una autèntica entusiasta del ferrocarril. El seu millor amic i company de guerra Finlay li aporta proves que un dels seus captors, un traductor de la policia secreta japonesa Takashi Nagase, treballa ara com a guia turístic al mateix campament on traduïa per als Kempeitai mentre torturaven presoners de guerra britànics. Abans que Lomax pugui actuar amb aquesta informació, Finlay, incapaç de gestionar els seus records de les seves experiències, se suïcida penjant-se d'un pont. Lomax viatja sol a Tailàndia i torna a l'escena de la seva tortura per enfrontar-se a Nagase «en un intent de deixar anar una vida d'amargor i odi». Quan finalment s'enfronta al seu antic captor, Lomax el pregunta primer de la mateixa manera que Nagase i els seus homes l'havien interrogat anys abans.
La situació augmenta fins al punt que Lomax es prepara per aixafar el braç de Nagase, utilitzant un garrot i una pinça dissenyats pels japonesos per a aquest propòsit i que ara s'utilitzen com a exhibicions de guerra. Per culpa, Nagase no resisteix, però Lomax redirigeix el cop a l'últim moment. Lomax amenaça de tallar la gola a Nagase i finalment l'empeny a una gàbia de bambú, del tipus en què Lomax i molts altres presoners de guerra havien estat col·locats com a càstig. Aviat Nagase revela que als japonesos (incloent-hi ell mateix) se'ls va rentar el cervell per pensar que la guerra seria victoriosa per a ells, i que mai va saber les altes baixes causades per l'exèrcit imperial japonès. Lomax finalment allibera Nagase, llança el seu ganivet al riu proper i torna a Gran Bretanya.
Després de rebre una sincera carta de Nagase que confessava els seus sentiments de culpa, Lomax torna, amb Patricia, a Tailàndia. Es troba amb Nagase una vegada més, i en una escena emocional els dos accepten les disculpes i s'abracen. L'epíleg relata que Nagase i Eric van romandre amics fins a la mort de Nagase el 2011.

## Repartiment
- Colin Firth com a Eric Lomax
  - Jeremy Irvine com al jove Eric Lomax
- Nicole Kidman com a Patricia Lomax (cognom de soltera, Wallace)
- Stellan Skarsgård com a Finlay
  - Sam Reid com al jove Finlay
- Hiroyuki Sanada com a Takashi Nagase
  - Tanroh Ishida com al jove Takashi Nagase
- Michael Doonan com al Doctor Rogers

## Producció
Mentre treballava en el guió, el coguionista Frank Cottrell Boyce va viatjar a Berwick-upon-Tweed, a Northumberland, amb Firth per conèixer a Lomax, de 91 anys. Firth va dir de la pel·lícula: «Crec que el que no s'aborda sovint és l'efecte al llarg del temps. De vegades veiem històries sobre com és tornar a casa de la guerra, molt poques vegades veiem històries sobre com és dècades després. Això no és només un retrat del sofriment. Es tracta de les relacions... com aquest dany interactua amb les relacions íntimes, amb l'amor».
Rachel Weisz havia d'interpretar originàriament Patti (Patricia), però va haver d'abandonar-se a causa de conflictes de programació amb regrabació d'altres pel·lícules.
El rodatge va començar l'abril de 2012 a Edimburg, Perth, a North Berwick, East Lothian i a St Monans, Fife, i més tard a Tailàndia i Ipswich, Queensland, Austràlia.

## Recepció

### Recaptació
La pel·lícula va recaptar 4.415.429 dòlars als Estats Units d'Amèrica i 17.882.455 dòlars fora de l'àmbit nacional, fent un total de 22.297.884 dòlars.

### Crítica
A Rotten Tomatoes, un agregador de ressenyes, la pel·lícula té una puntuació del 66% basada en les crítiques de 119 crítics. El consens diu: «Subestimat fins a un error, Un llarg viatge transcendeix el seu ritme de tant en tant pesat amb una història commovedora basada en fets i la química tranquil·la de les seves estrelles». A Metacritic, la pel·lícula va rebre una puntuació de 59/100 basada en 33 crítiques, indicant «crítiques mixtes o mitjanes».
Kidman, Firth i Irvine van ser elogiats pels seus papers. Katherine Monk de la Montreal Gazette va dir de Kidman: «És una obra d'actuació realment magistral que transcendeix l'enquadrament comprat de Teplitzky, però és Kidman qui ofereix la sorpresa més gran: per primera vegada des que les seves celles es van convertir en arcs de marbre sòlids, l'australiana guanyador de l'Oscar és realment genial», i va acabar amb: «Junt amb una mica de roba descabellada i una oïda aguda per als accents, Kidman és un supervivent de mitjana edat molt creïble que no es rendirà al melodrama ni a l'abandonament». Ken Korman, que va estar d'acord amb aquesta valoració, va declarar: «Kidman es troba interpretant un personatge de mitjana edat sense vergonya. Ella està a l'altura de l'ocasió amb una profunda apreciació del propi trauma emocional del seu personatge». Liam Lacey de The Globe and Mail va declarar: «Firth ho dona tot com a home atrapat en un vòrtex de dolor, vergonya i odi, però com a Shine de Scott Hicks, a la qual la pel·lícula de tant en tant s'assembla, hi ha una relació excessiva entre trauma i catarsi».

## Premis i nominacions
| Premi        | Categoria                           | Nominat              | Resultat  |
| ------------ | ----------------------------------- | -------------------- | --------- |
| Premis AACTA | Millor pel·lícula                   | Chris Brown          | Nominat   |
| Premis AACTA | Millor pel·lícula                   | Bill Curbishley      | Nominat   |
| Premis AACTA | Millor pel·lícula                   | Andy Paterson        | Nominat   |
| Premis AACTA | Millor guió adaptat                 | Andy Paterson        | Guanyador |
| Premis AACTA | Millor guió adaptat                 | Frank Cottrell Boyce | Guanyador |
| Premis AACTA | Millor fotografia                   | Gary Phillips        | Nominat   |
| Premis AACTA | Millor música original              | David Hirschfelder   | Guanyador |
| Premis AACTA | Millor so                           | Gethin Creagh        | Nominat   |
| Premis AACTA | Millor so                           | Colin Nicolson       | Nominat   |
| Premis AACTA | Millor so                           | Andrew Plain         | Nominat   |
| Premis AACTA | Millor so                           | Craig Walmsley       | Nominat   |
| Premis AACTA | Millor disseny de vestuari          | Lizzy Gardiner       | Nominat   |
| Premis ACS   | Director de fotografia de l'any     | Gary Phillips        | Guanyador |
| Premis ACS   | Trípode daurat                      | Gary Phillips        | Guanyador |
| Premi ASE    | Millor muntatge en un llargmetratge | Martin Connor        | Nominat   |
| Premis FCCA  | Millor pel·lícula                   | Chris Brown          | Nominat   |
| Premis FCCA  | Millor pel·lícula                   | Bill Curbishley      | Nominat   |
| Premis FCCA  | Millor pel·lícula                   | Andy Paterson        | Nominat   |
| Premis FCCA  | Millor guió                         | Andy Paterson        | Guanyador |
| Premis FCCA  | Millor guió                         | Frank Cottrell Boyce | Guanyador |
| Premis FCCA  | Millor actor                        | Colin Firth          | Nominat   |
| Premis FCCA  | Millor actriu                       | Nicole Kidman        | Nominat   |
| Premis FCCA  | Millor edició                       | Martin Connor        | Nominat   |
| Premis FCCA  | Millor disseny de producció         | Steven Jones-Evans   | Nominat   |
| Premi Saturn | Millor pel·lícula internacional     | Un llarg viatge      | Nominat   |

## Exactitud històrica
Philip Towle de la Universitat de Cambridge, especialitzat en el tractament dels presoners de guerra, va concedir a la pel·lícula tres estrelles de cinc per la precisió històrica. En revisar la pel·lícula per a History Extra, el lloc web de la BBC History Magazine, va dir que, tot i que no tenia cap problema amb la representació del patiment dels presoners de guerra o la manera com es representen els japonesos, «la impressió que dona [la pel·lícula] del comportament de postguerra dels antics presoners de guerra dels japonesos és massa generalitzat».
Towle també assenyala que la trobada entre Lomax i el seu torturador no va ser inesperada, sinó que hi havia hagut correspondència. Escriu que la pel·lícula potser no ho va deixar clar: el ferrocarril estava bàsicament acabat, i en el moment del seu rescat «[…] els principals perills per als presoners de guerra provenien de la fam i les malalties, els bombardeigs aliats i l'amenaça imminent que tots serien ser assassinat pels japonesos al final de la guerra».